# Doğa Gürer
Doğa Gürer (* 1992 in Heidelberg) ist ein deutscher Schauspieler.

## Leben
Doğa Gürer, als Sohn türkischstämmiger Eltern in Baden-Württemberg geboren, hatte seine ersten Bühnenauftritte bereits während seiner Schulzeit, u. a. in einer Jugendproduktion des Heidelberger Tanztheaters als Romeo in Sergei Prokofjews Ballett Romeo und Julia.
Sein Schauspielstudium absolvierte er von 2014 bis 2018 an der Hochschule für Musik und Theater (HMT Rostock) in Rostock. Während des Studiums gastierte er 2017 im Kulturzentrum „La Seine Musicale“ in Paris als Wilhelm von Oranien in Séverine Chavriers Egmont-Inszenierung nach Goethe/Beethoven. Seit 2017 spielt er, u. a. an der Seite von İdil Üner, bei der „Bühne für Menschenrechte Berlin“ in den Dokumentartheater-Projekt Die Asyl-Monologe/Asyl-Dialoge/NSU-Monologe (Buch und Regie: Michael Ruf) mit Gastspielen u. a. in Nürnberg, Dortmund, Köln, Bremen, Hamburg und Dresden. Von 2018 bis 2020 war er festes Ensemblemitglied am Theater Bielefeld, wo er u. a. als Rosalind in  Wie es euch gefällt (Regie: Christian Schlüter) und als Emil Sinclair in einer Bühnenfassung von Hermann Hesses Roman Demian (Regie: Michael Heicks) zu sehen war. Seit der Spielzeit 2020/21 ist Gürer weiterhin als Gast am Theater Bielefeld verpflichtet. 
Neben seiner Theaterarbeit stand Doğa Gürer außerdem für Film- und Fernsehproduktionen vor der Kamera, u. a. als „Lover“ von Almila Bağrıaçık im Kommissar Pascha-Krimi (2017).
In der 4. Staffel der TV-Serie Die Kanzlei (2018) übernahm er eine der Episodenhauptrollen als Lehrling in einem metallverarbeitenden Betrieb, der die Rechtsanwälte Brede und Gellert in einer Arbeitsgerichtsstreitigkeit um Beistand bittet. In der 7. Staffel der TV-Serie In aller Freundschaft – Die jungen Ärzte (2020) spielte Gürer eine der Episodenhauptrollen als ehemaliger Leukämie-Patient Malte Wentzel, der erneut, nunmehr mit einem gebrochenen Sprunggelenk, in das Johannes-Thal-Klinikum eingeliefert wird. In der 12. Staffel der TV-Serie SOKO Stuttgart (2021) hatte Gürer eine weitere Episodenhauptrolle als tatverdächtiger Student Konstantin Alt, der sich von einer wohlhabenden Frau aushalten lässt.
Doğa Gürer lebt in Bielefeld.

## Filmografie (Auswahl)
- 2017: Bierleichen. Ein Paschakrimi (Fernsehreihe)
- 2017: Ella Schön: Das Ding mit der Liebe (Fernsehreihe)
- 2018: Die Kanzlei: Nothalt (Fernsehserie, eine Folge)
- 2020: In aller Freundschaft – Die jungen Ärzte: Loslassen (Fernsehserie, eine Folge)
- 2021: SOKO Stuttgart: Sugar (Fernsehserie, eine Folge)
- 2021: WIR: Wunderschön (Fernsehserie, eine Folge)
- 2021: Hyperland
- 2022: Rheingold
- 2023: Die Bergretter: Giftiges Erbe (Fernsehserie, eine Folge)
- 2024: Ellbogen
- 2025: Der Alte: Blume des Bösen (Fernsehserie, eine Folge)